# Lieke Klaus
Lieke Klaus  (* 28. Oktober 1989 in Wijchen) ist eine  niederländische BMX-Sportlerin.

## Sportlicher Werdegang
in der Saison 2006 wurde Klaus noch als Juniorin erstmals Niederländische Meisterin im BMX-Race. Bei den UCI-BMX-Race-Weltmeisterschaften 2007 gewann sie die Bronzemedaille in Rennen der Juniorinnen. Bei der Weltmeisterschaft 2008 in Taiyuan qualifizierte sie sich für die Olympischen Spiele 2008 in Peking. Bei den erstmals ausgetragenen Wettbewerben im BMX-Race verpasste sie im Halbfinale um einen Punkt das Finale und konnte sich daher nicht platzieren.
Von 2008 bis 2010 wurde sie dreimal in Folge Niederländische Meisterin. Ihren größten internationalen Erfolg erzielte sie in der Saison 2010, als sie Europameisterin wurde.
Durch einen vierten Platz bei den BMX-Race-Weltmeisterschaften 2011 in Kopenhagen sowie den Gewinn der nationalen Meisterschaften 2012 qualifizierte sich Klaus für die Olympischen Sommerspiele 2012 in London und lag bei den internen Qualifizierungskriterien einen Punkt vor Laura Smulders. Der niederländische Bundestrainer Bas de Bever entschied sich aber für Laura Smulders, da diese sowohl in der UCI-Rangliste als auch in der Weltcup-Rangliste deutlich besser dastand als Klaus. Der Versuch, die Olympiateilnahme einzuklagen, scheiterte vor Gericht.
2021 nahm Klaus an den Pumptrack-Weltmeisterschaften teil und belegte den 14. Platz. 2022 siegte sie bei den BMX-Rennsport-Weltmeisterschaften 2022 im erstmals ausgetragenen Wettkampf für Masters.

## Erfolge
2006
- Niederländische Meisterin

2007
- Weltmeisterschaften (Junioren)

2008
- Niederländische Meisterin

2009
- Niederländische Meisterin

2010
- Europameisterin
- Niederländische Meisterin

2012
- Niederländische Meisterin